# Yacimiento arqueológico de La Cabilda

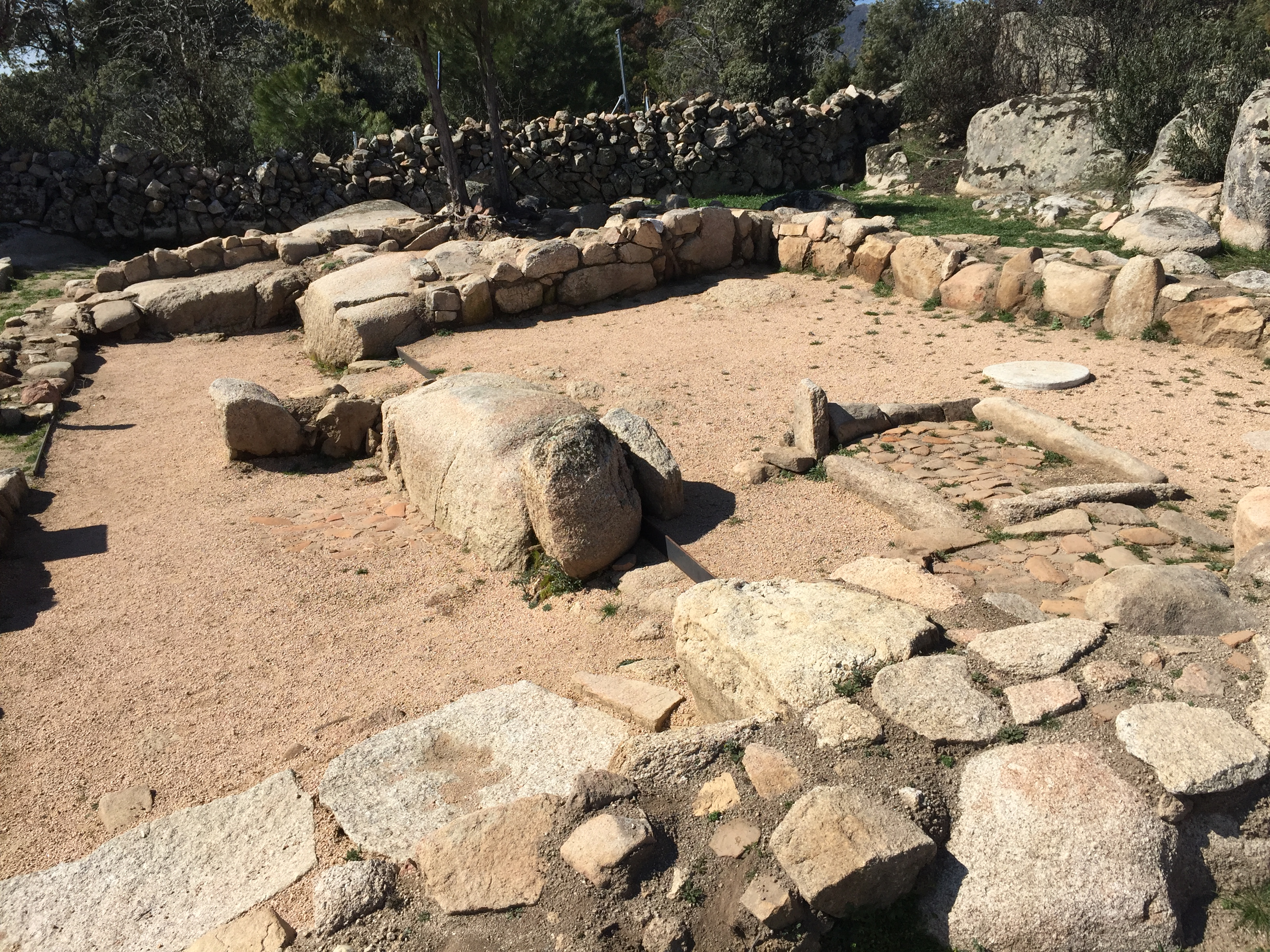
Vivienda de cuatro instancias, donde se observan dos hogares y un horno (obsérvese los trozos de teja en el suelo).

El yacimiento arqueológico de La Cabilda se encuentra en el municipio español de Hoyo de Manzanares a unos cientos de metros del centro urbano y recibe su nombre de la zona natural protegida en donde se encuentra. Las excavaciones comenzaron en 2015, después de varios años de prospecciones, y continuaron en los dos años siguientes, con planificación de próximas temporadas.
Dentro del recinto se han encontrado elementos de ocupación fehacientes desde la Edad Antigua, siglo VII, hasta la Edad Media, siglo XIII.
Elementos significativos son veintitrés construcciones, una piedra de molino, un lingote de hierro, varias fusayolas, dos tumbas trabajadas en un bolo granítico (este sin datación por falta de contexto), cerámica, un pendiente de aleación de plata y cobre, un chatón de anillo con una inscripción en latín y un ponderal.